# Hessisch Lichtenau

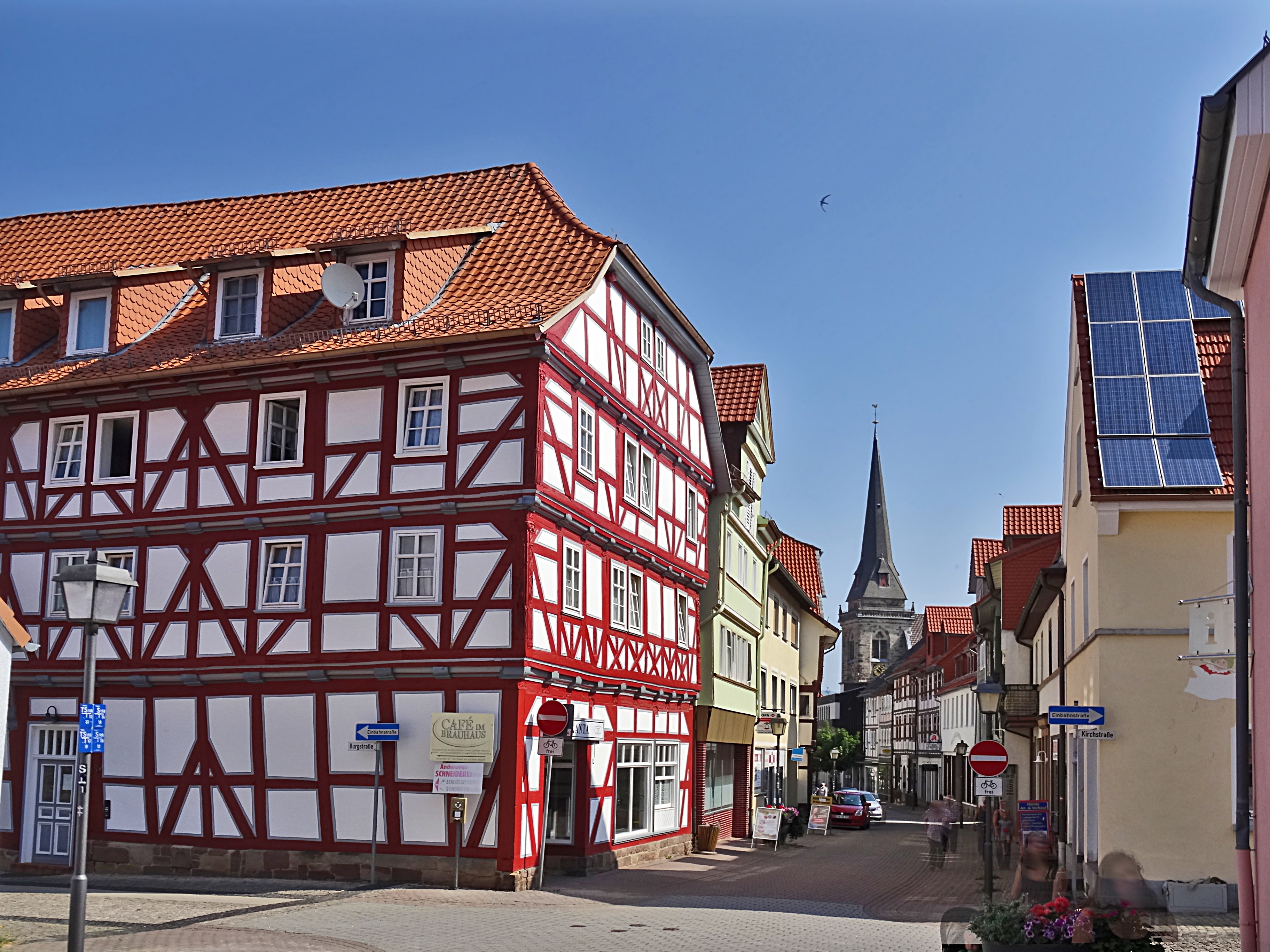
Blick in die Innenstadt mit Kirche

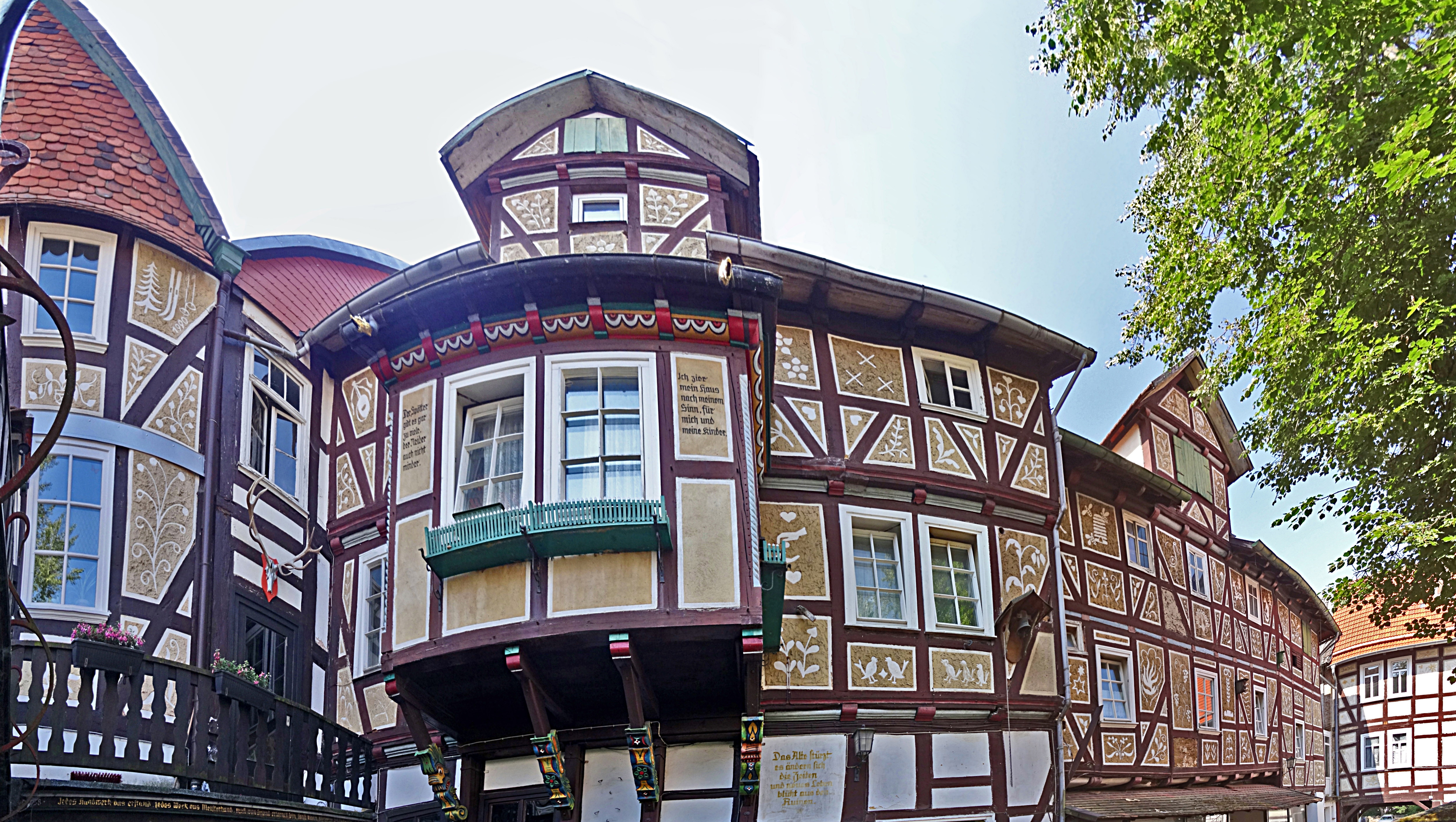
Fachwerkensemble mit Hessischem Kratzputz zwischen Landgrafenstraße und Burgstraße

Hessisch Lichtenau ist eine Kleinstadt im östlichen Nordhessen im Werra-Meißner-Kreis.

## Geographie

### Geographische Lage
Hessisch Lichtenau liegt rund 20 km (Luftlinie) südöstlich von Kassel zwischen dem am Hirschberg bis 643,4 m ü. NHN hohen Kaufunger Wald im Norden, dem Hohen Meißner (753,6 m) im Osten, dem Stölzinger Gebirge mit dem Eisberg (583 m) im Südosten und der Günsteröder Höhe mit dem Himmelsberg (563,7 m) im Südwesten. Die von diesen Höhenzügen umrahmte Talsenke wird Hessisch-Lichtenauer Becken genannt, das wie die Kernstadt von Hessisch Lichtenau von der Losse durchflossen wird und zum Geo-Naturpark Frau-Holle-Land gehört.

### Nachbargemeinden
Hessisch Lichtenaus Nachbarkommunen im Uhrzeigersinn:
- Helsa im Nordwesten, Landkreis Kassel
- Großalmerode im Nordosten, Werra-Meißner-Kreis
- Berkatal im Nordosten, Werra-Meißner-Kreis
- Meißner im Osten, Werra-Meißner-Kreis
- Waldkappel im Südosten, Werra-Meißner-Kreis
- Spangenberg im Süden, Schwalm-Eder-Kreis
- Melsungen im Südwesten, Schwalm-Eder-Kreis
- Söhrewald im Westen, Landkreis Kassel

### Stadtgliederung
| - Friedrichsbrück - Fürstenhagen - Hausen - Kernstadt Hessisch Lichtenau mit Hirschhagen - Hollstein - Hopfelde | - Küchen - Quentel - Reichenbach - Retterode - Velmeden - Walburg - Wickersrode |

Für alle Stadtteile, auch die Kernstadt, sind Ortsbezirke mit zu wählendem Ortsbeirat eingerichtet. Das Gewerbegebiet Hirschhagen mit Mischbebauung hat einen eigenen Ortsbeirat, ist aber kein eigener Stadtteil, sondern gehört zur Kernstadt.

## Geschichte
Ortsname
Die Schreibweise des Ortsnamens wandelte sich im Laufe der Zeit von Lichtenowe (1289) bzw. Lybenowe (1297) zu Lichtenau (1575). 1889 erhielt die Stadt durch Dekret der Königlichen Regierung zu Cassel (3. August) den Namen Hessisch Lichtenau. Damit wurde den ständigen Verwechslungen mit Orten gleichen Namens begegnet (siehe Lichtenau).
Stadtgeschichte
Innerhalb der heutigen Stadtgemarkung von Lichtenau lagen ursprünglich die sechs Ansiedlungen Vortriden (Hauptort), Siegershausen, Kamphis, Herzelshagen, Hönrode und Boppenhagen. Zwischen 1283 und 1289 entstand durch Veranlassung des ersten hessischen Landgrafen Heinrich I. am Schnittpunkt der alten Handelsstraßen „Leipziger Straße“ (Verbindung von Thüringen und Hessen) und „Sälzerstraße“ (Salzweg von Sooden in den Süden) ein befestigter Platz, der neben dem Schutz dieser Straßen auch den Zugang zur Landeshauptstadt Kassel sichern und die Grenzfestung Reichenbach entlasten sollte.
Die planmäßig angelegte Siedlung „Lichtenowe“ wurde erstmals am 25. März 1289 urkundlich als „neue Stadt“ erwähnt. Sie besaß von vornherein Stadtrechte und eine eigene Gerichtsbarkeit. Nach der Gründung der Stadt wurden die umliegenden sechs Ansiedlungen von ihren Bewohnern verlassen und verödeten; nur die Flurnamen blieben erhalten. Lichtenau wurde durch eine Ringmauer mit Graben und Wall gesichert. Mit Verlegung des Amtssitzes von der Burg Reichenbach in die Stadt wurde Lichtenau im Jahre 1490 Hauptort des nun „Amt Lichtenau“ genannten hessischen Amts. Um 1600 fiel die Ortschaft Glimmerode wüst. Im Dreißigjährigen Krieg wurde Lichtenau 1637 durch Kroaten unter Graf Isolani erobert und in Brand gesetzt. Dabei wurden 84 Wohnhäuser samt Rathaus und alle öffentlichen und kirchlichen Gebäude zerstört. Während der französischen Besetzung war Lichtenau von 1807 bis 1813 Hauptort des Kantons Lichtenau im Distrikt Eschwege des Königreichs Westphalen.
1821 wurden Stadt und Amt Lichtenau im Zuge der kurhessischen Verwaltungsreform dem Kreis Witzenhausen zugeordnet. Ab 1866 gehörte Hessen-Kassel, und damit auch Lichtenau, zu Preußen und ab 1868 zur preußischen Provinz Hessen-Nassau. Am 3. August 1889 erhielt die Stadt Lichtenau durch Dekret der Königlichen Provinzialregierung zu Cassel den Namen „Hessisch Lichtenau“. Die Umbenennung von Lichtenau in Hessisch Lichtenau, um Verwechselungen bei der Postzustellung vermeiden zu können, geht auf die Initiative des Postbeamten Gustav Siegel zurück. Hessisch Lichtenau war Sitz des Amtsgerichtes Hessisch Lichtenau.
1936 bis 1938 wurde im Rahmen der Aufrüstung der Wehrmacht  im Waldgebiet Hirschhagen die „Sprengstofffabrik Hessisch Lichtenau“ errichtet. Die Rüstungsfabrik erhielt Gleisanschluss an die Bahnlinie Walburg–Großalmerode. Zur Unterbringung der Arbeitskräfte und Zwangsarbeiter entstand unter der offiziellen Bezeichnung Außenlager Hessisch Lichtenau des Konzentrationslagers Buchenwald ein Komplex von zehn Barackenlagern nebst einer Siedlung in der Umgebung von Hessisch Lichtenau, Fürstenhagen und Eschenstruth, darunter:
- „Lager Vereinshaus“: das heutige Gelände der Schule Heinrichstraße
- „Lager Teichhof“: Gelände der heutigen Orthopädischen Klinik
- „Lager Föhren“
- „Lager Herzog“: jetzt Siedlung West und
- „Lager Waldhof“: heutige Siedlung Waldhof, seit 1950 Eschenstruth angegliedert.

Nach dem Zweiten Weltkrieg veranlasste die amerikanische Militärregierung die Demontage im Werk Hirschhagen. Die Fabrikationsstätten wurden größtenteils gesprengt. Seit 1946 gehört Hessisch Lichtenau zum neu gegründeten Land Hessen. In den Kriegs- und Nachkriegsjahren fanden 340 Evakuierte und 1450 Heimatvertriebene in der Stadt eine neue Heimat.
Hessisch Lichtenau war 2006 Veranstaltungsort des 46. Hessentages.
Hessische Gebietsreform (1970–1977)
Im Zuge der Gebietsreform in Hessen wurden am 31. Dezember 1971 die bis dahin selbständigen Gemeinden Retterode und Wickersrode auf freiwilliger Basis eingegliedert. Zum 1. April 1972 kam Reichenbach ebenfalls freiwillig hinzu. Friedrichsbrück, Fürstenhagen, Hausen, Hollstein, Hopfelde, Küchen, Quentel, Velmeden und Walburg sowie Gebietsteile der Nachbarstadt Großalmerode mit damals etwa 100 Einwohnern folgten kraft Landesgesetz zum 1. Januar 1974. Für die eingegliederten neun Stadtteile sowie die Kernstadt wurde jeweils ein Ortsbezirk mit Ortsbeirat und Ortsvorsteher eingerichtet.
Die Stadt Hessisch Lichtenau kam durch Fusion der Landkreise Eschwege und Witzenhausen am 1. Januar 1974 zum Werra-Meißner-Kreis.

## Bevölkerung
Einwohnerstruktur 2011
Nach den Erhebungen des Zensus 2011 lebten am Stichtag, dem 9. Mai 2011, in Hessisch Lichtenau 12.158 Einwohner. Darunter waren 639 (5,3 %) Ausländer.
Nach dem Lebensalter waren 1818 Einwohner unter 18 Jahren, 4893 zwischen 18 und 49, 2757 zwischen 50 und 64 und 2691 Einwohner waren älter.
Die Einwohner lebten in 5475 Haushalten. Davon waren 1731 Singlehaushalte, 1725 Paare ohne Kinder und 1476 Paare mit Kindern, sowie 414 Alleinerziehende und 126 Wohngemeinschaften. In 1332 Haushalten lebten ausschließlich Senioren und in 3600 Haushaltungen lebten keine Senioren.
Einwohnerentwicklung
| Quelle: Historisches Ortslexikon | |
| • um 1450:                       | 123 Häuser |
| • 1575:                          | 134 Hausgesesse                                                                                                   |
| • 1585:                          | 134 Hausgesesse                                                                                                   |
| • 1681:                          | 122 Hausgesesse                                                                                                   |
| • 1731:                          | 854 Einwohner |
| • 1747:                          | 122 Mannschaften mit 168 Feuerstellen                                                                             |
| • 1925:                          | 2387 Einwohner, davon 2257 evangelisch, 39 römisch-katholisch, 61 Baptisten, 8 Theosophen, 7 Dissidenten, 5 Juden |

| Hessisch Lichtenau: Einwohnerzahlen von 1779 bis 2021 | Hessisch Lichtenau: Einwohnerzahlen von 1779 bis 2021 | Hessisch Lichtenau: Einwohnerzahlen von 1779 bis 2021 | Hessisch Lichtenau: Einwohnerzahlen von 1779 bis 2021 | Hessisch Lichtenau: Einwohnerzahlen von 1779 bis 2021 |
| --- | ----------------------------------------------------- | ----------------------------------------------------- | ----------------------------------------------------- | ----------------------------------------------------- |
| Jahr |                                                       |                                                       |                                                       | Einwohner                                             |
| 1779 | 1779                                                  |                                                       | 778                                                   | 778                                                   |
| 1812 | 1812                                                  |                                                       | 1.095                                                 | 1.095                                                 |
| 1834 | 1834                                                  |                                                       | 1.284                                                 | 1.284                                                 |
| 1840 | 1840                                                  |                                                       | 1.460                                                 | 1.460                                                 |
| 1846 | 1846                                                  |                                                       | 1.464                                                 | 1.464                                                 |
| 1852 | 1852                                                  |                                                       | 1.451                                                 | 1.451                                                 |
| 1858 | 1858                                                  |                                                       | 1.384                                                 | 1.384                                                 |
| 1864 | 1864                                                  |                                                       | 1.426                                                 | 1.426                                                 |
| 1871 | 1871                                                  |                                                       | 1.393                                                 | 1.393                                                 |
| 1875 | 1875                                                  |                                                       | 1.337                                                 | 1.337                                                 |
| 1885 | 1885                                                  |                                                       | 1.342                                                 | 1.342                                                 |
| 1895 | 1895                                                  |                                                       | 1.368                                                 | 1.368                                                 |
| 1905 | 1905                                                  |                                                       | 1.395                                                 | 1.395                                                 |
| 1910 | 1910                                                  |                                                       | 1.701                                                 | 1.701                                                 |
| 1925 | 1925                                                  |                                                       | 2.387                                                 | 2.387                                                 |
| 1939 | 1939                                                  |                                                       | 3.508                                                 | 3.508                                                 |
| 1946 | 1946                                                  |                                                       | 4.006                                                 | 4.006                                                 |
| 1950 | 1950                                                  |                                                       | 5.057                                                 | 5.057                                                 |
| 1956 | 1956                                                  |                                                       | 5.751                                                 | 5.751                                                 |
| 1961 | 1961                                                  |                                                       | 6.224                                                 | 6.224                                                 |
| 1967 | 1967                                                  |                                                       | 7.546                                                 | 7.546                                                 |
| 1970 | 1970                                                  |                                                       | 7.395                                                 | 7.395                                                 |
| 1983 | 1983                                                  |                                                       | 13.420                                                | 13.420                                                |
| 1990 | 1990                                                  |                                                       | 14.330                                                | 14.330                                                |
| 1995 | 1995                                                  |                                                       | 14.401                                                | 14.401                                                |
| 2000 | 2000                                                  |                                                       | 12.833                                                | 12.833                                                |
| 2005 | 2005                                                  |                                                       | 13.128                                                | 13.128                                                |
| 2011 | 2011                                                  |                                                       | 12.158                                                | 12.158                                                |
| 2014 | 2014                                                  |                                                       | 11.984                                                | 11.984                                                |
| 2021 | 2021                                                  |                                                       | 12.360                                                | 12.360                                                |
| Datenquelle: Historisches Gemeindeverzeichnis für Hessen: Die Bevölkerung der Gemeinden 1834 bis 1967. Wiesbaden: Hessisches Statistisches Landesamt, 1968. Weitere Quellen: LAGIS; Stadt Hessisch Lichtenau; Zensus 2011 Nach 1970 einschließlich der im Zuge der Gebietsreform in Hessen eingegliederten Orte. |                                                       |                                                       |                                                       |                                                       |

Historische Religionszugehörigkeit
| • 1961: | 4660 evangelische (= 74,87 %), 1299 katholische (= 20,87 %) Einwohner                            |
| • 1987: | 10.436 evangelische (= 78,54 %), 1899 katholische (= 14,29 %), 953 sonstige (= 7,17 %) Einwohner |
| • 2011: | 8130 evangelische (= 66,87 %), 1780 katholische (= 14,64 %), 2250 sonstige (= 18,51 %) Einwohner |

Berufsgliederung 1724
- 8 Amtspersonen, 12 Handelsleute, 38 Schuster, 65 Leinweber, 11 Löber, 22 Bäcker, 10 Metzger, 2 Apotheker, 4 Hutmacher, 9 Schmiede und Schlosser, 7 Schreiner, 9 Zimmerleute, 2 Wagner, 11 Schneider, 6 Müller, 5 Ackerleute (außer den in Zünften), ein Färber, ein Sattler, 2 Seiler, ein Knopfmacher, 6 Bender, ein Bader, 2 Ziegler, 12 Tagelöhner, ein Wasenmeister, ein Braumeister[3]

## Politik

### Stadtverordnetenversammlung
Die Kommunalwahl am 14. März 2021 lieferte folgendes Ergebnis, in Vergleich gesetzt zu früheren Kommunalwahlen:

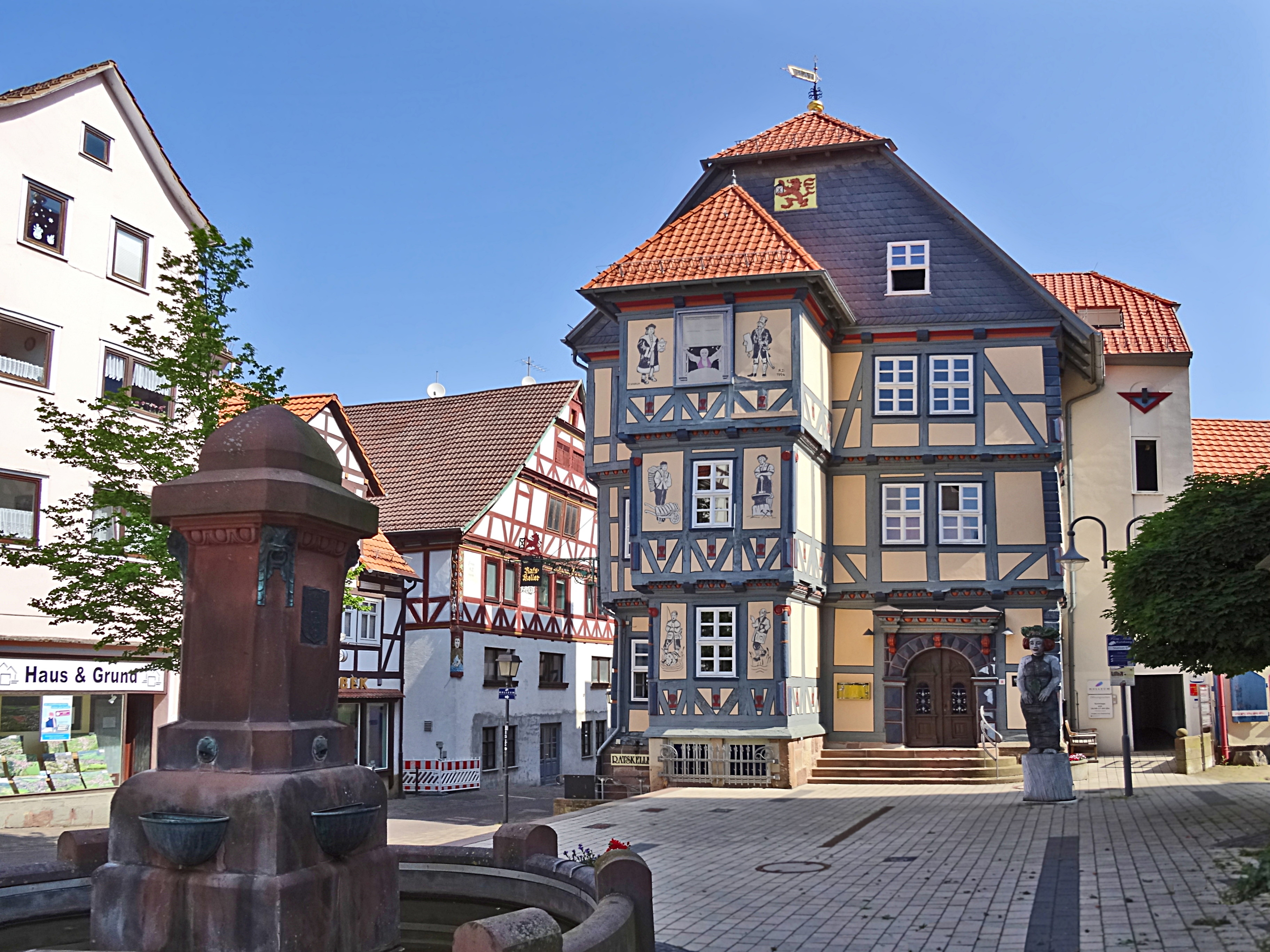
Holleum, Frau-Holle-Museum im historischen Rathaus, Landgrafenstr. 17

| Stadtverordnetenversammlung – Kommunalwahlen 2021 | Stadtverordnetenversammlung – Kommunalwahlen 2021                                 |
| --- | --------------------------------------------------------------------------------- |
| Stimmenanteil in %Wahlbeteiligung 48,4 % 50403020100 35,8 (−4,8)26,1 (−3,1)15,9 (+6,3)11,6 (+4,6)10,6 (−3,0) SPDCDUFWG/LdBürgere20162021Anmerkungen:d Grün/Linkse Bürgerliste | SitzverteilungInsgesamt 37 Sitze - SPD: 13 - G/L: 4 - FW: 6 - Bürger: 4 - CDU: 10 |

| Parteien und Wählergemeinschaften | Parteien und Wählergemeinschaften           | % 2021 | Sitze 2021 | % 2016 | Sitze 2016 | % 2011 | Sitze 2011 | % 2006 | Sitze 2006 | % 2001 | Sitze 2001 |
| --------------------------------- | ------------------------------------------- | ------ | ---------- | ------ | ---------- | ------ | ---------- | ------ | ---------- | ------ | ---------- |
| SPD                               | Sozialdemokratische Partei Deutschlands     | 35,8   | 13         | 40,6   | 15         | 47,4   | 18         | 53,7   | 20         | 51,6   | 19         |
| CDU                               | Christlich Demokratische Union Deutschlands | 26,1   | 10         | 29,2   | 11         | 30,7   | 11         | 31,6   | 12         | 29,3   | 11         |
| FWG                               | Freie Wählergemeinschaft Hessisch Lichtenau | 15,9   | 6          | 9,6    | 3          | 10,0   | 4          | 8,3    | 3          | 9,8    | 4          |
| G/L                               | Grün/Links                                  | 11,6   | 4          | 7,0    | 3          | –      | –          | –      | –          | –      | –          |
| Bürger                            | Bürgerliste                                 | 10,6   | 4          | 13,6   | 5          | –      | –          | –      | –          | –      | –          |
| Grüne                             | Bündnis 90/Die Grünen                       | –      | –          | –      | –          | 12,0   | 4          | –      | –          | –      | –          |
| ALH                               | Alternative Liste Heli                      | –      | –          | –      | –          | –      | –          | 4,4    | 1          | 6,2    | 2          |
| FDP                               | Freie Demokratische Partei                  | –      | –          | –      | –          | –      | –          | 2,0    | 1          | 3,2    | 1          |
| Gesamt                            | Gesamt                                      | 100,0  | 37         | 100,0  | 37         | 100,0  | 37         | 100,0  | 37         | 100,0  | 37         |
| Wahlbeteiligung in %              | Wahlbeteiligung in %                        | 48,4   | 48,4       | 54,9   | 54,9       | 49,1   | 49,1       | 47,4   | 47,4       | 53,8   | 53,8       |

### Bürgermeister
Nach der hessischen Kommunalverfassung wird der Bürgermeister für eine sechsjährige Amtszeit gewählt, seit dem Jahr 1993 in einer Direktwahl, und ist Vorsitzender des Magistrats, dem in der Stadt Hessisch Lichtenau neben dem Bürgermeister ehrenamtlich ein Erster Stadtrat und sieben weitere Stadträte angehören.
Bürgermeister ist seit dem 1. August 2022 Dirk Oetzel (SPD). Er setzte sich am 3. April 2022 in einer Stichwahl gegen den Amtsinhaber Michael Heußner (CDU), der sich um eine zweite Amtszeit beworben hatte, bei 46,4  Prozent Wahlbeteiligung mit 53,94 Prozent der Stimmen durch. Die nächste planmäßige Wahl des Bürgermeisters findet 2028 statt.
| Amtszeit      | Bürgermeister   | Partei |
| ------------- | --------------- | ------ |
| 1970 bis 1976 | Heinz Jünemann  |        |
| 1976 bis 1988 | Ingo Geisler    | CDU    |
| 1988 bis 2000 | Adolf Winter    | SPD    |
| 2000 bis 2016 | Jürgen Herwig   | SPD    |
| 2016 bis 2022 | Michael Heußner | CDU    |
| Seit 2022     | Dirk Oetzel     | SPD    |

### Ortsbeiräte
Für die Stadtteile Friedrichsbrück, Fürstenhagen, Hausen, Hessisch Lichtenau, Hirschhagen, Hollstein, Hopfelde, Küchen, Quentel, Reichenbach, Retterode, Velmeden, Walburg und Wickersrode bestehen Ortsbezirke nach Maßgabe der §§ 81 und 82 HGO und des Kommunalwahlgesetzes in der jeweils gültigen Fassung. Der Ortsbeirat des Ortsbezirks wird im Rahmen der Kommunalwahlen gewählt und bestimmt aus seiner Mitte den/die Ortsvorsteher/in. Die Ortsbezirksgrenzen entsprechen den Gemarkungen der eingegliederten ehemaligen Gemeinden. Für die Stadtteile, die durch die Kommunalwahlen keinen Ortsbeirat erhalten haben, kann durch Stadtverordnetenversammlung ein Stadtteilbeirat berufen werden.
Der Ortsbeirat für Hessisch Lichtenau besteht aus sieben Mitgliedern. Bei den Kommunalwahlen in Hessen 2021 betrug die Wahlbeteiligung zum Ortsbeirat 43,17 %. Es erhielten die SPD mit 54,44 % vier Sitze und die CDU mit 45,23 % drei Sitze. Der Ortsbeirat wählte Klaus Schalles (SPD) zum Ortsvorsteher.

### Städtepartnerschaften

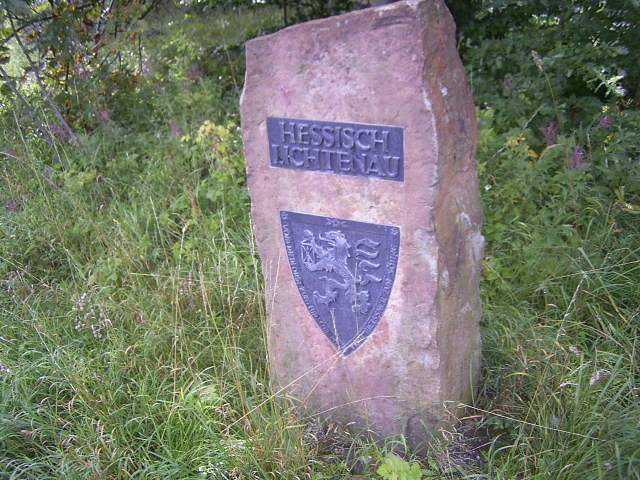
Stein mit Wappen von Hessisch Lichtenau

- Dessel in Belgien Stein mit Wappen von Hessisch Lichtenau Hessisch Lichtenau ist seit 1971 durch eine Städtepartnerschaft mit der flämischen Stadt Dessel in Belgien verschwistert.
- Schlierbach in Österreich: 1962 hat sich die Gemeinde Schlierbach mit der hessischen Gemeinde Fürstenhagen, Werra-Meißner Kreis, verschwistert. Zur damaligen Zeit waren Verschwisterungen nicht etwas Selbstverständliches und Alltägliches, sondern bedurften der Initiative europäisch denkender Personen, wie dem damaligen Fürstenhagener Bürgermeister Adam Waldeck. Er verfolgte als Erster im Kreis Witzenhausen diese Absicht. Auf Vorschlag des damaligen ersten Vorsitzenden des VdK (Verband der Kriegs- und Wehrdienstopfer) Fürstenhagen, Hermann Schneider, der seinen gefallenen Kriegskameraden Karl Strutzenberger aus Schlierbach in fremder Erde bestattet hatte, wurde die Gemeinde Schlierbach ausgewählt. Dieser Antrag hatte bei der Gemeindevertretung Schlierbach mit ihrem damals sehr jungen Bürgermeister Josef Pernegger-Schardax seine Zustimmung gefunden. Der Festakt fand anlässlich der 650-Jahr-Feier von Fürstenhagen und der Einweihung der neuen Mehrzweckhalle im Juli 1962 statt. In Fürstenhagen wurden 1964 eine „Schlierbacher Straße“ und nachfolgend in Schlierbach eine „Waldeckstraße“ und eine „Fürstenhagenstraße“ benannt. Am 24. Juni 1966 wurde im Rahmen des Lossetalfests die „Ringverschwisterung Schlierbach – Orgelet (Frankreich) – Fürstenhagen“ gegründet. Nachdem Fürstenhagen 1973 im Rahmen der Gebietsreform seine Selbständigkeit verloren hatte, übernahm der Bürgerverein Fürstenhagen die Pflege der Städtepartnerschaften. Fürstenhagen kam zur Großgemeinde Hessisch Lichtenau.

## Kultur und Sehenswürdigkeiten

### Bauwerke
Vom alten Stadtbild Lichtenaus ist aufgrund mehrerer Großbrände relativ wenig erhalten geblieben. Dabei waren folgende Schäden zu verzeichnen:
- 1521: der größte Teil der Stadt,
- 1523: 36 Häuser,
- 1875: 52 Gebäude,
- 1886: Kirche und 54 Gebäude. Der letzte Großbrand ereignete sich im Jahr 1929.

Historische Gebäude befinden sich:

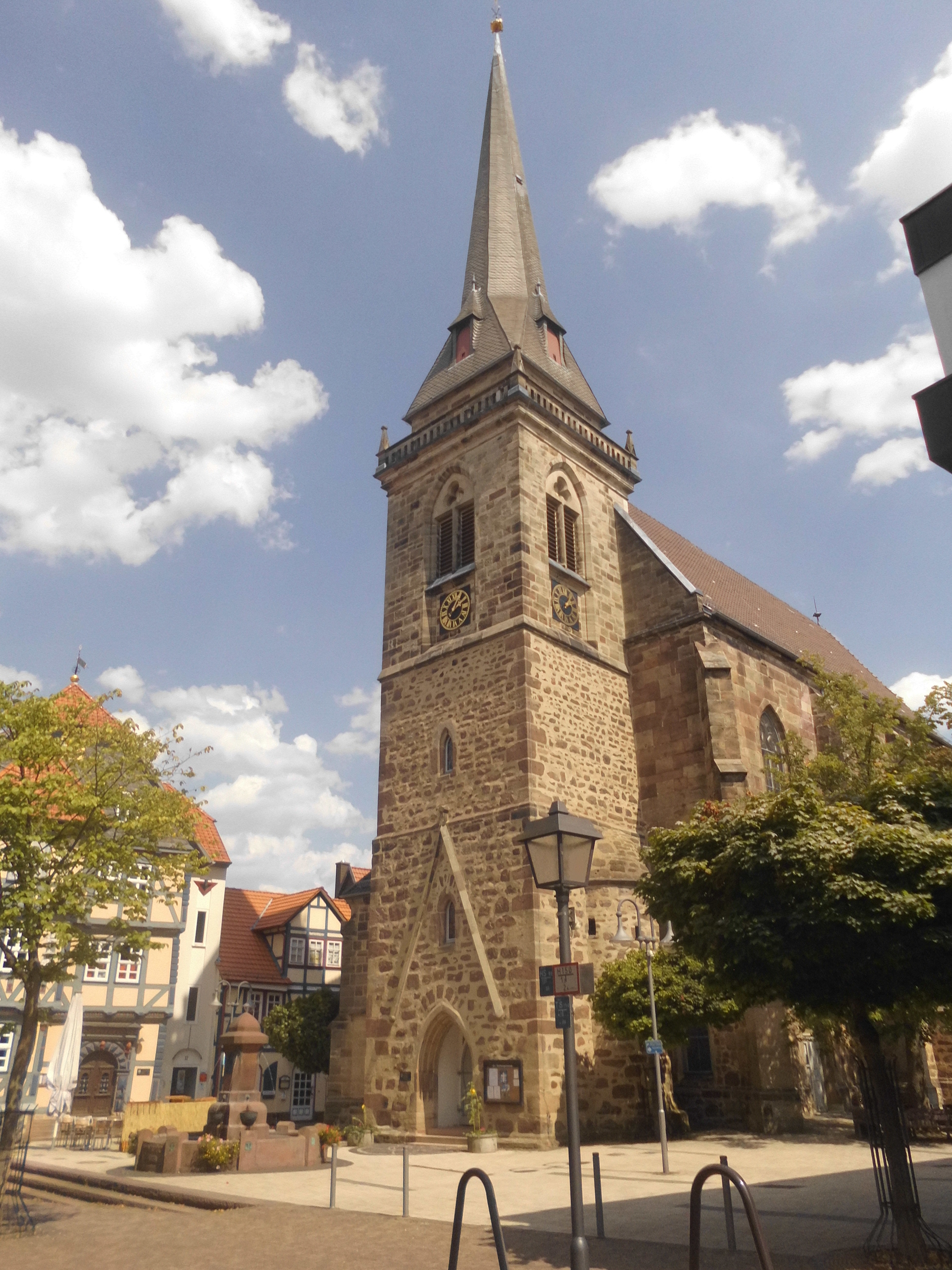
Marktplatz Kirche in Hessisch Lichtenau

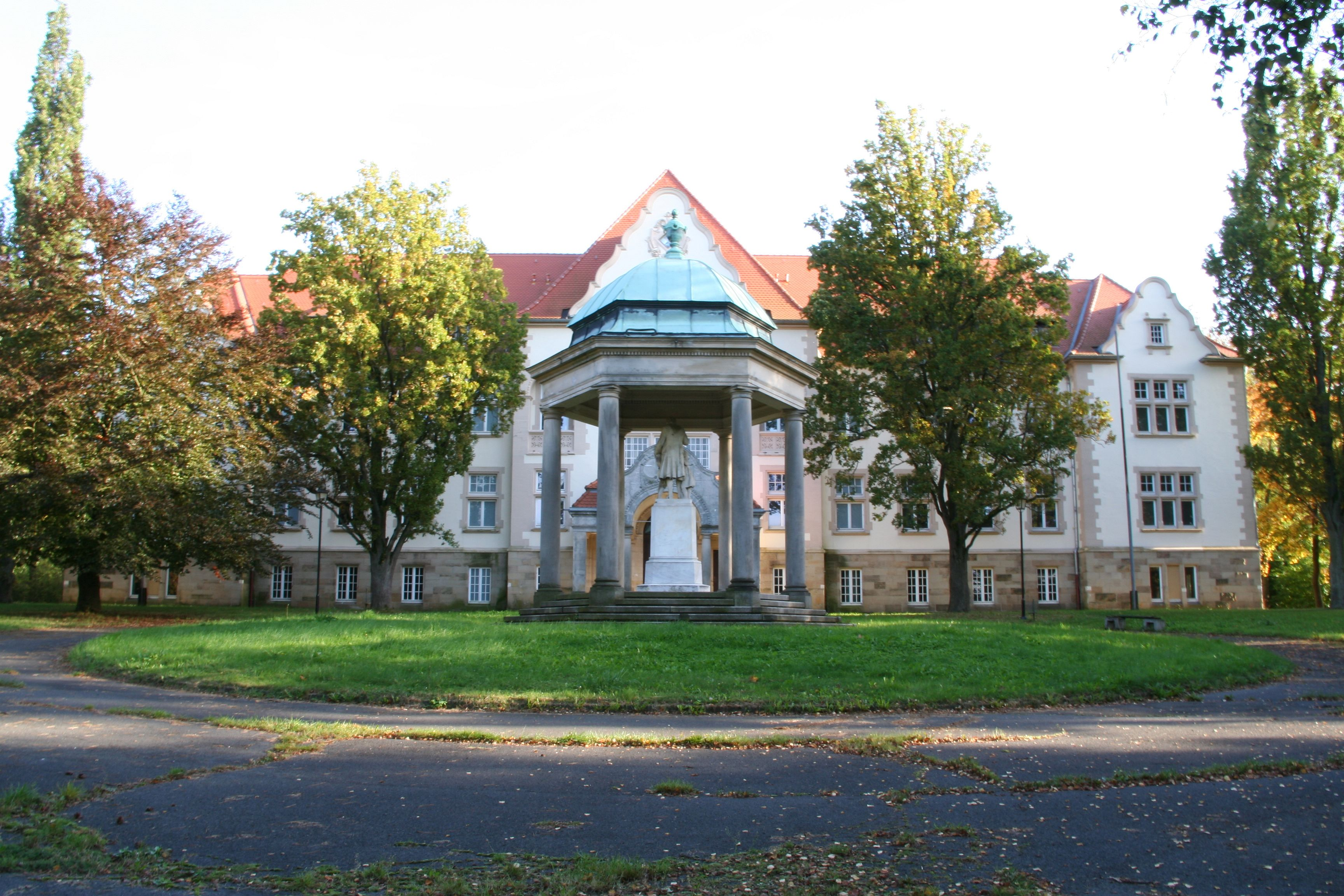
Gebäudekomplex der Gebrüder Georg-und-Conrad-Lenoir-Stiftung (ehemalige Waisenhäuser)

- in der Landgrafenstraße: gotische evangelische Pfarrkirche[25] aus dem 14. Jahrhundert und das Rathaus von 1656 mit dem städtischen Wahrzeichen am Giebel,
- an der Friedrichsbrücker Straße: Marienkapelle (1370–1410, 1889 ausgebessert, 1981 erneut renoviert) und
- in der Burgstraße: Junkerhof, der einstige Burgsitz der Herren von Meysenbug,
- im Ortsteil Fürstenhagen: Gebäudekomplex der Lenoir-Stiftung (ehemalige Waisenhäuser), Pestalozzi-Denkmal, Mausoleum der Familie Lenoir, auf einem Hügel an einem Teich gelegen (Architekt: Julius Eubell; erbaut 1903); 1893 gestiftet von George André Lenoir (1825–1909), Sohn von J. H. Lenoir und Ehrenbürger von Kassel. Auch der benachbarte landwirtschaftliche Betrieb Teichhof gehörte ursprünglich zur Lenoir-Stiftung.
- im Ortsteil Reichenbach: Kirche der Deutschordensballei Hessen, vormals Klosterkirche Reichenbach, die älteste Niederlassung des Deutschen Ordens in Deutschland. Westlich von Reichenbach befindet sich die Ruine der Burg Reichenbach auf dem 522 m ü. NHN hohen Schlossberg.

### Naturdenkmäler
- Große Steine (Reichenbach)
- Kitzkammer Meißner (Hausen)
- Hollensteine in Hollstein

### Tourismus
Hessisch Lichtenau liegt als Tor zum Frau-Holle-Land an der Deutschen Märchenstraße. Folglich gibt es hier das Holleum.

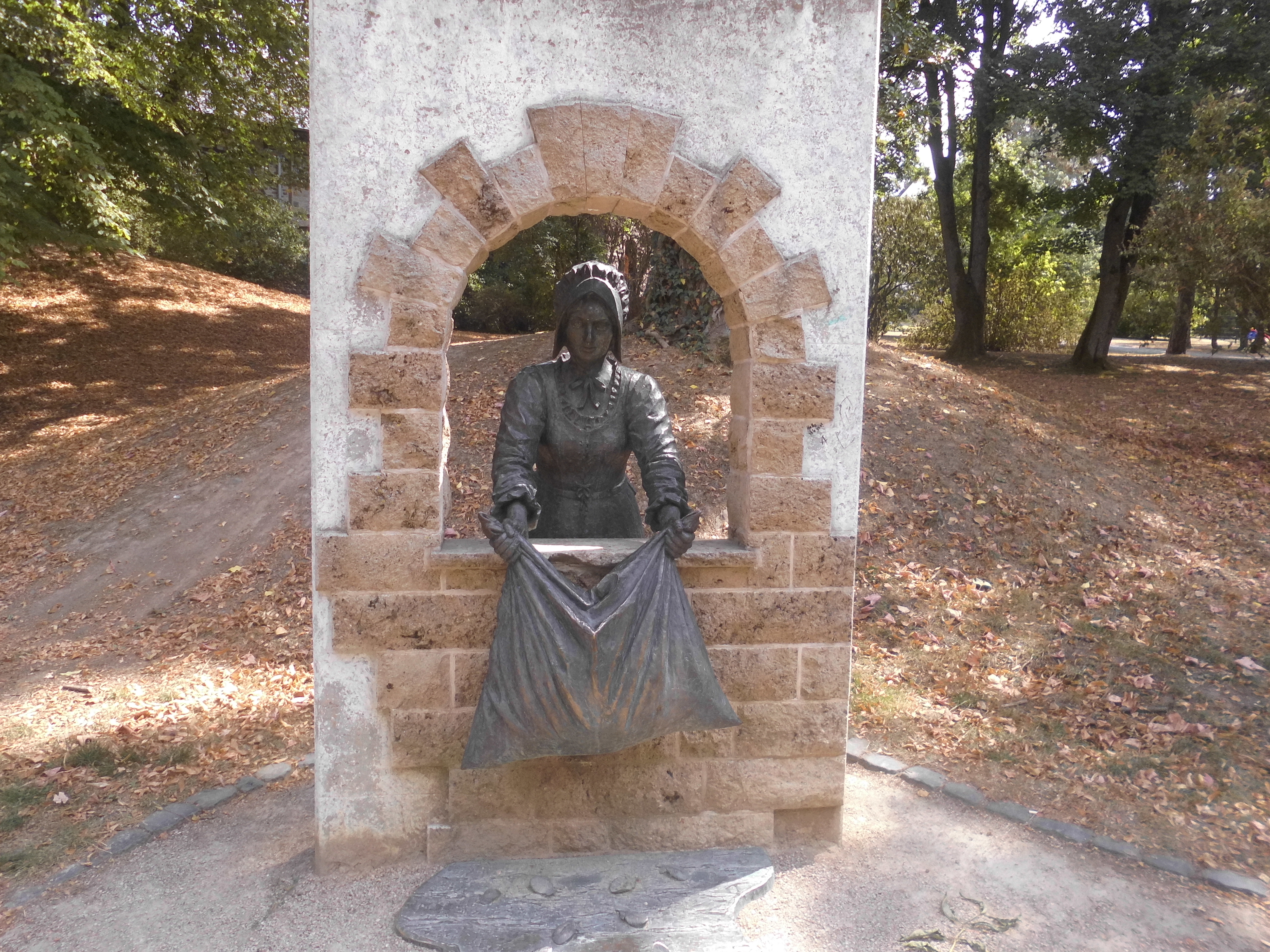
Frau-Holle-Denkmal im Frau-Holle-Park in Hessisch Lichtenau

Auf dem jährlich stattfindenden Nussknacker-Weihnachtsmarkt der Stadt wurde bis zuletzt ein 7,50 Meter hoher Nussknacker als Wahrzeichen der Stadt ausgestellt. Er gilt laut Guinnessbuch als der weltweit größte funktionierende Nussknacker. Zur Eröffnung erscheint Frau Holle am Fenster des alten Rathauses direkt im Stadtkern und verteilt symbolischen Schnee.

### Kultur
Seit 1968 ist das Bürgerhaus der kulturelle und gesellschaftliche Mittelpunkt von Hessisch Lichtenau. Das Hallenbad entstand im Jahr 1975. Zudem bietet die Stadt vielfältige kulturelle Bezüge zu den Märchen der Gebrüder Grimm. Hessisch Lichtenau liegt an der Deutschen Märchenstraße.

## Wirtschaft und Infrastruktur

### Wirtschaft
Über Jahrhunderte war trotz des rauen Klimas die Landwirtschaft die Haupterwerbsquelle der Lichtenauer Einwohner. Besondere Vorrechte, wie Märkte und das Monopol für Handwerksbetriebe in den Gerichten Lichtenau und Reichenbach, brachten der Stadt einen gewissen Wohlstand. Von großer wirtschaftlicher Bedeutung war die Leineweberei, die seit dem 16. Jahrhundert nachweisbar ist und im 18. bis Mitte des 19. Jahrhunderts ihren Höhepunkt erreichte. In dieser Zeit gab es zwei Handelshäuser, die Leinen vorwiegend nach Westindien ausführten. Durch die im 19. Jahrhundert einsetzende Industrialisierung kam dieser einst so bedeutsame Erwerbszweig zum Erliegen. Erst durch den 1862 begonnenen Braunkohlenbergbau (eingestellt 1967/68 Tiefbau/Tagebau) und der Inbetriebnahme einer Zigarrenfabrik (1868 bis 1933) erlebte die Stadt wieder einen Aufschwung. In der zweiten Hälfte des 19. Jahrhunderts setzte die Bautätigkeit außerhalb des alten Stadtkerns ein. Der entscheidende wirtschaftliche Aufschwung kam im Jahr 1907 mit der Errichtung der Schwerweberei Fröhlich & Wolff.

### Verkehr
Schienenverkehr
Mit der Eröffnung der Kassel-Waldkappeler Eisenbahn (Lossetalbahn) erhielt Lichtenau im Jahr 1879 Anschluss an die Eisenbahn. Am 1. Juni 1985 wurde der Personennahverkehr eingestellt. Der Güterverkehr bis Walburg wurde noch bis zum 31. Dezember 2002 aufrechterhalten; danach wurde der Streckenabschnitt zwischen Hessisch Lichtenau (Kilometer 35,0) und Walburg wie zuvor schon der Abschnitt bis Waldkappel im Gesamtverkehr stillgelegt. Seit dem 29. Januar 2006 fährt auf der reaktivierten Trasse die Kasseler Straßenbahn bis nach Hessisch Lichtenau. Bis zum 6. Juli 2007 verkehrte zusätzlich auch die RegioTram-Linie 2 auf der Strecke.
Die Straßenbahnlinie 4 in Richtung Druseltal fährt seit dem 29. Januar 2006 auf der Lossetalbahn direkt in die Kasseler City und verkehrt werktags im 30-Minuten-Takt, morgens Montag bis Freitag im 15-Minuten-Takt und am Wochenende stündlich. An einigen Stellen weicht die Straßenbahntrasse jedoch von der ursprünglichen Strecke ab. In Hessisch Lichtenau verlässt sie die Bahntrasse, quert diese mittels einer Unterführung und endet in einer Wendeschleife auf einem Anger nahe dem Stadtzentrum.
Straßenverkehr

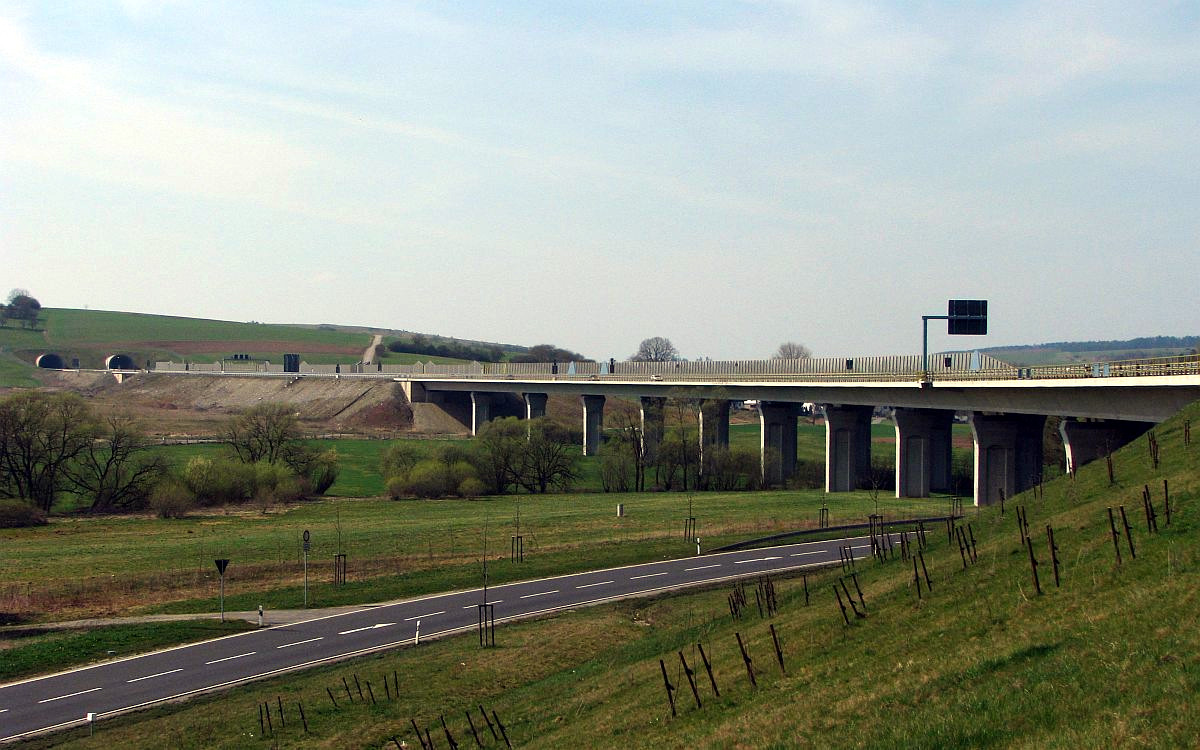
Wehretalbrücke (Ansicht von Südost) der BAB 44 bei Walburg

Hessisch Lichtenau liegt an der B 7, im Osten der Stadt befindet sich zwischen den Anschlussstellen Hessisch Lichtenau-West und Hessisch Lichtenau-Ost (Walburg) ein wenige Kilometer langes Teilstück der BAB 44 mit der Wehretalbrücke (530 m lang) und dem Walbergtunnel (ca. 280 m lang), die Verlängerungsabschnitte bis Kassel sowie bis Wommen befinden sich in verschiedenen Bau- und Planungsphasen.
Busverkehr
Seit August 2015 wird Hessisch Lichtenau auf der Linie L082 (Düsseldorf–Prag) des privaten Fernbusanbieters Flixbus täglich angefahren.
Flugverkehr
In den Jahren 1936 bis 1938 wurde östlich der Stadt ein Flugplatz als Außenlandeplatz des Fliegerhorstes Rothwesten angelegt. 1962 entstand auf dem bei Kriegsende stillgelegten Flugplatz die im Jahr 2006 bereits wieder geschlossene Blücher-Kaserne. Der örtliche Luftsportverein betreibt dort das Segelfluggelände Hessisch-Lichtenau.
In der Nähe des Stadtteils Fürstenhagen befand sich bis zum 18. April 2007 das Funkfeuer LAU .

### Bildung
Im Jahr 1895/96 entstand eine Schule in der Landgrafenstraße. In mehreren Bauabschnitten zwischen 1950 und 1964 entstand zwischen Heinrich- und Hopfelder Straße eine moderne Schulanlage mit Turnhalle. 1960 konnte die Freiherr-vom-Stein-Schule (Gymnasium), 1946 als Privates Realgymnasium gegründet, den Neubau an der Bergstraße beziehen, dem 1965 die Spiel- und Sporthalle und in den Jahren 1971 und 1978 weitere Bauten für die Gesamtschule folgten.
Es gibt momentan drei Grundschulen im Gemeindegebiet:
- Grundschule Hessisch Lichtenau
- Grundschule Fürstenhagen
- Meißnerlandschule Walburg.

Einzige weiterführende Schule der Gemeinde ist die Freiherr-vom-Stein-Schule in der Stadt Hessisch Lichtenau, eine Gesamtschule mit gymnasialer Oberstufe. Die FvSS hat ein ausgeprägtes Ganztagsangebot.

### Medizin
In Hessisch Lichtenau befindet sich die Orthopädische Klinik Hessisch Lichtenau. Der Träger der Fachklinik ist der diakonische Verbund LICHTENAU e. V. Die Klinik und das Rehabilitationszentrum „Lichtenau“ wurden ab 1949 auf dem Gelände des Lagers Teichhof aufgebaut. Die Klinik hat seit Wiedereröffnung des Personenverkehrs auf der Lossetalbahn im Jahr 2006 wieder einen eigenen Haltepunkt.

### Militär
Im Herbst 1935 begannen in Hessisch Lichtenau auf Antrag der Stadtverwaltung Bauarbeiten für einen Flugplatz. Im Verlauf des Zweiten Weltkriegs entwickelte sich die Anlage zu einem größeren Einsatzhafen für die Luftwaffe. Zeitweise war hier das Fliegerausbildungsregiment Nr. 14 mit 60 Kampfflugzeugen und rund 350 Piloten stationiert, von 1943 bis 1945 die Flugzeugführerschule A/B 42. Bereits kurz nach Kriegsausbruch wurden Ende September 1939 Teile der II. Gruppe des Kampfgeschwaders 4 aus Erfurt-Bindersleben nach Hessisch Lichtenau verlegt. Das Geschwader war mit Bombern vom Typ Heinkel He-111 P ausgerüstet. Die US Air Force nutzte das Gelände Anfang April 1945 als Airfield R-13 zur Versorgung der Front und bis Juli 1945 als Flugzeugabstellfläche.
Von 1960 bis 1962 wurde auf dem ehemaligen Flugplatzgelände eine Garnison für die Bundeswehr errichtet, wodurch Hessisch Lichtenau im Jahr 1962 erneut Garnisonsstadt wurde. 1967 erhielt die Anlage den Namen Blücher-Kaserne nach dem preußischen Generalfeldmarschall Gerhard Leberecht von Blücher, dem der endgültige Sturz Napoleons 1815 zu verdanken ist. Mehrere Bundeswehreinheiten waren dort untergebracht, darunter 1962–1996 das Panzeraufklärungsbataillon 2 und mehrere Ausbildungs- und Panzeraufklärungskompanien, die Wallmeistertrupps 441/7 und 442/7 (1968–1992), ein Kraftfahrausbildungszentrum (1994–2005), ein Sanitätszentrum (1998–2006), das Panzerartilleriebataillon 2 (1996–2006), die Panzerbataillone 154 (1967–1981), 53 (1976–1980) und 54 (1981–1992), die 4. Kompanie des Panzergrenadierbataillons 51 (1980–1992). Im Zuge der Umstrukturierung der Bundeswehr (Transformation) wurde die Blücher-Kaserne im Jahr 2006 geschlossen.

## Persönlichkeiten
Söhne und Töchter der Stadt
- Johann Feige (1482–1543), Kanzler der Landgrafschaft Hessen
- Friedrich Gieße (1760–1842), evangelischer Theologe und Mitglied der Deputiertenkammer der Landstände des Herzogtums Nassau
- Gustav Hupfeld (1823–1897), Jurist und Abgeordneter des Provinziallandtages der Provinz Hessen-Nassau
- Bernhard Schuchardt (1823–1911), Mediziner und Ministerialbeamter in Gotha
- Gustav Siegel (1861–1931), Stadtchronist und Heimatforscher
- Heinrich Schäfer (1868–1957), Ägyptologe
- Karl Bernhard Ritter (1890–1968), Theologe, Mitbegründer der Evangelischen Michaelsbruderschaft
- Otto Möller (1892–1978), in Retterode geborener Agrarwissenschaftler und Parteifunktionär in der DDR
- Hellmut Ritter (1892–1971), Orientalist
- Hermann Bente (1896–1970), Ökonom
- Friedrich Ritter (1898–1989), Botaniker
- Friedbert Ritter (1900–1981), Chemiker und Industrieller
- Egon Höhmann (1926–1979), Lehrer in Fürstenhagen, MdB, Staatssekretär in Bonn und Mitglied des Preußischen Landtages
- Dieter Exter (1955–2019), Radiomoderator bei WDR2, hr3 und SR1
- Thomas Buck (* 1965), Kardiologe
- Sarah Dippel (* 1981), Moderatorin